# Кирхберг-ам-Вальде
Кирхберг-ам-Вальде (нем. Kirchberg am Walde) — ярмарочная коммуна (нем. Marktgemeinde) в Австрии, в федеральной земле Нижняя Австрия.
Входит в состав округа Гмюнд. Население составляет 1438 человек (на 31 декабря 2005 года). Занимает площадь 37,78 км². Официальный код — 30921.

## Политическая ситуация
Бургомистр коммуны — Карл Шютценхофер (АНП) по результатам выборов 2015года.
Совет представителей коммуны (нем. Gemeinderat) состоит из 19 мест.
- АНП занимает 10 мест.
- СДПА занимает 5 мест.
- Партия BGL занимает 4 места.